# فيستينا
فيستينا (بالحروف اللاتينية: Festina) هي شركة ساعات إسبانية. تأسست في لا شو دو فوند، سويسرا في عام 1902، وانتقلت الشركة إلى مدينة برشلونة خلال الحرب العالمية الثانية. منذ الاستحواذ عليها في عام 1984، أصبحت العلامة التجارية جزءًا من مجموعة فيستينا، والتي تنتمي إلى شركة "فستينا لوتس إس إيه"، المتخصصة في إنتاج وتسويق الساعات التناظرية والمتصلة ذات المستوى المنخفض والمبتدئ. تُوزّع العلامة التجارية في أكثر من 90 دولة في خمسة قارات، ولديها 9 شركات تابعة لها في فرنسا وألمانيا وإيطاليا والبنلوكس وسويسرا وجمهورية التشيك وبولندا وشيلي. وتقول أنها تبيع حوالي 5 ملايين ساعة سنويًا.

## التاريخ
تأسست فيستينا في عام 1902 على يد عائلة ستودي في بلدة لا شو دو فون بسويسرا. وفي عام 1935، نقلت العائلة المؤسسة العلامة التجارية إلى رجل الأعمال ويلي بوركهارد فون فيلهلم. وكان شعار المصنع هو فيستينا لينتي. خلال الحرب العالمية الثانية، تأسست الشركة في برشلونة، إسبانيا، تحت قيادة أدولف هوفمان. وفي عام 1975، اشترى الشركة جورج أولمان، وهو رجل أعمال يتمتع بنفوذ قوية في الأسواق الإسبانية والفرنسية والإيطالية. وفي عام 1984، استحوذ رجل الأعمال الإسباني ميغيل رودريغيز على العلامة التجارية وجميع حقوقها وأسس مجموعة فيستينا.

## المنتجات

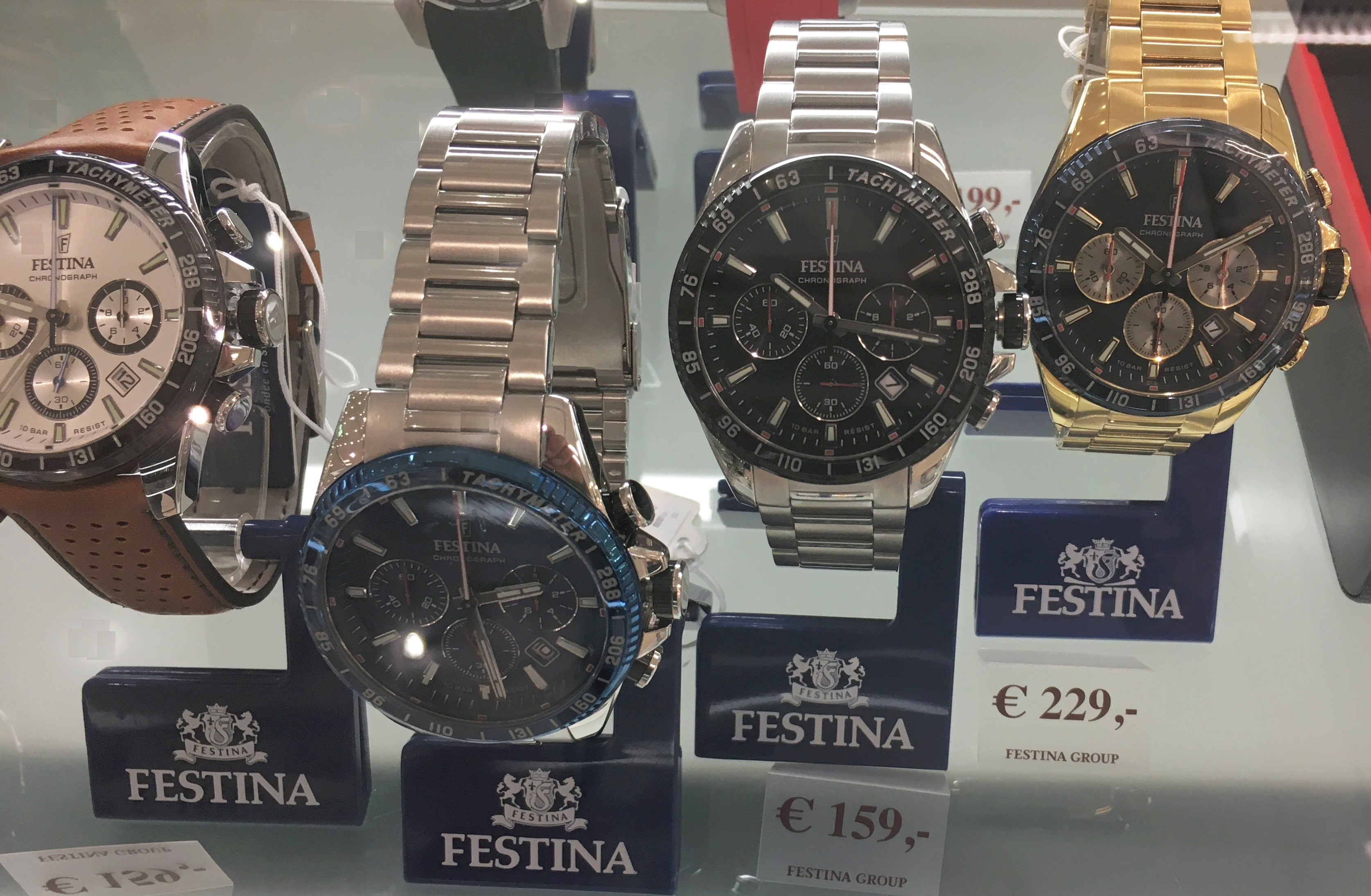
ساعات فيستينا

تصنع العلامة التجارية ساعاتها بشكل رئيسي في الصين، وهناك 11 نوع من الساعات الرجالية تصنع في سويسرا ومختومة بختم "سويسري الصنع".

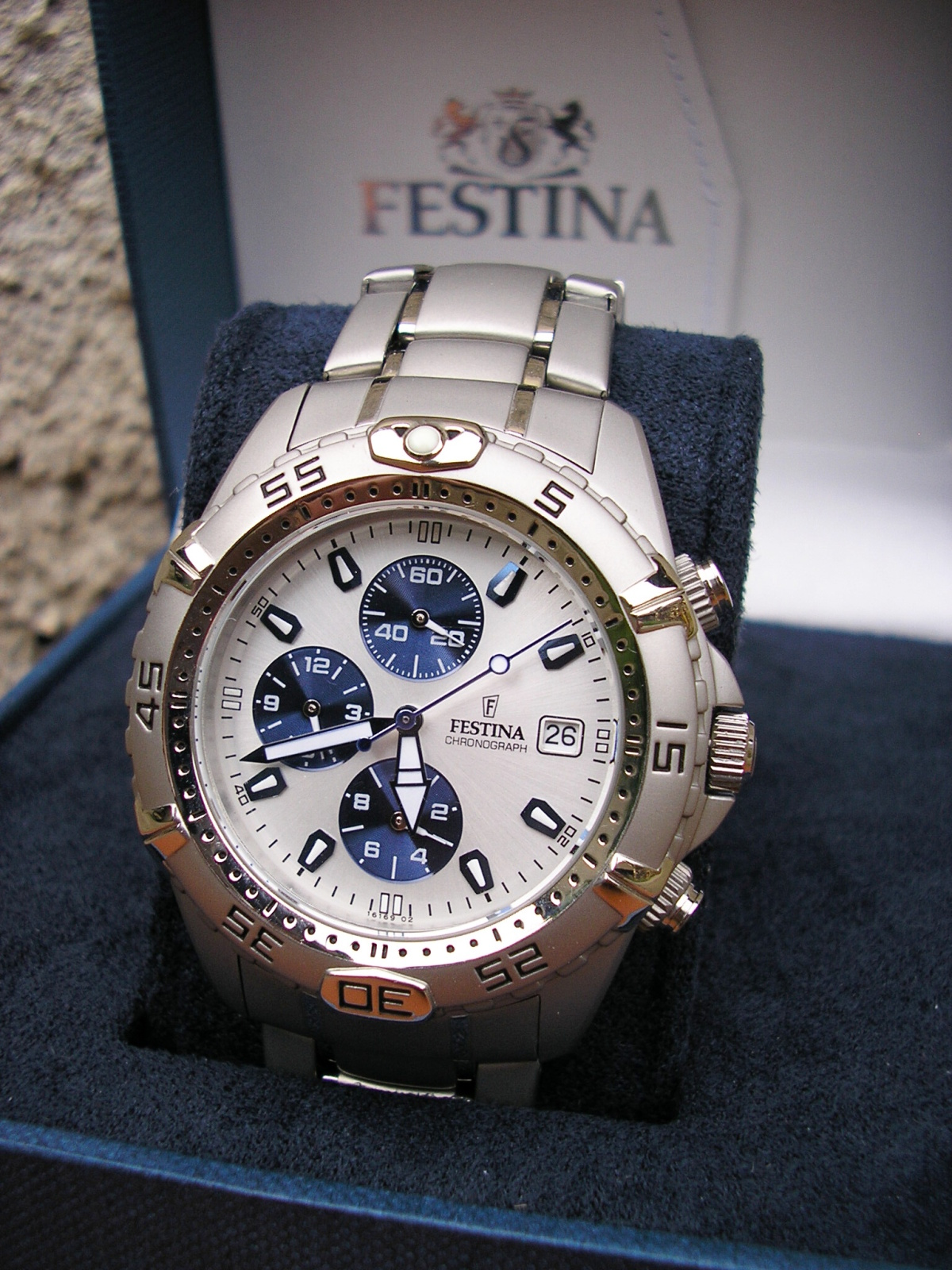
ساعات فيستينا